# Manolo Gaspar
Manuel Gaspar Haro (El Palo Málaga, 3 de febrero de 1981), conocido como Manolo Gaspar, es un exfutbolista y director deportivo español.

## Trayectoria

### Como futbolista
Manolo Gaspar comenzó su trayectoria profesional en la cantera del Málaga C. F. y actualmente ha cerrado un ciclo de algo más de tres años al frente del Área Deportiva del Málaga CF.
En la temporada 2004/2005 llega a la UD Almería en el que compite durante dos campañas llegando a ser considerado el mejor lateral derecho de Segunda División en la temporada 2005-2006. Este reconocimiento le llega a las órdenes de Unai Emery
Tras su paso por el equipo almeriense, ficha por el Levante UD, con el que compite durante dos temporadas en la Primera División. Deja el club "granota" al término de la temporada 2007/2008.
En el verano de 2008 regresa al Málaga C. F.
Durante la temporada 2009/10 jugó con regularidad debido a las lesiones de sus compañeros, sin embargo, en la recta final de la temporada fue operado de apendicitis no pudiendo volver a jugar. en la temporada 2010/11, continuó siendo utilizado exclusivamente como reserva , tanto por Jesualdo Ferreira como por su sucesor Manuel Pellegrini.
En verano de 2011 firmó con el Fútbol Club Cartagena de Segunda División.
Gaspar inicia la campaña como titular, pero se muestra muy irregular durante toda la campaña, al igual que el resto del equipo, lo que provoca que a falta de dos jornadas se consume el descenso de la plantilla a Segunda División B.
Tras estar un largo tiempo sin equipo y entrenando con el equipo de la Asociación de Futbolistas Españoles, en enero de 2013 fichó por el Olympiakos Nicosia FC de Chipre.
En agosto de 2013 se anuncia su fichaje por el club de su barrio, el CD El Palo, que debutaba en  Segunda B. Se retiró en el año 2015.

### Dirección deportiva
El 25 de octubre del 2019, firma como director deportivo del Málaga C. F.
El 31 de enero de 2023, llega a un acuerdo con el conjunto malagueño para poner fin a su etapa como director deportivo, tras tres temporadas y media en el cargo.

## Clubes
| Club                          | País   | Año       | Partidos | Goles |
| ----------------------------- | ------ | --------- | -------- | ----- |
| Málaga B (Atlético Malagueño) | España | 2001-2004 | 71       | 1     |
| UD Almería                    | España | 2004-2006 | 67       | 3     |
| Levante UD                    | España | 2006-2008 | 28       | 2     |
| Málaga CF                     | España | 2008-2011 | 40       | 1     |
| FC Cartagena                  | España | 2011-2012 | 20       | 0     |
| Olympiakos Nicosia FC         | Chipre | 2013      | 10       | 1     |
| CD El Palo                    | España | 2013-2015 | 54       | 0     |